# Émail Plantagenêt
Vous lisez un « bon article » labellisé en 2024.
L’émail Plantagenêt, ou émail de Geoffroy Plantagenêt, est une plaque funéraire en cuivre, gravée et émaillée, à l'effigie de Geoffroy V Plantagenêt, comte d'Anjou, du Maine et de Touraine et duc de Normandie (1113-1151). Elle constitue une des pièces les plus importantes du musée Jean-Claude-Boulard Carré Plantagenêt, le musée d'archéologie et d'histoire de la ville du Mans, dans le département français de la Sarthe en région Pays de la Loire.
Cet émail de dimensions exceptionnelles (63 × 33 cm) est daté d'environ 1160 selon les études les plus récentes. Il faisait partie du tombeau de Geoffroy Plantagenêt érigé dans la cathédrale du Mans, sans doute sur commande de l'évêque Guillaume de Passavant et sous l'influence de la veuve de Geoffroy Plantagenêt, Mathilde l'Emperesse, et détruit en 1562. La plaque émaillée est conservée par la suite dans la cathédrale, cachée durant la Révolution puis achetée en 1816 par le département de la Sarthe.
Cette œuvre est fabriquée selon la technique de l'émail champlevé, au cours d'un processus long et minutieux. Le comte d'Anjou y est mis en valeur, présenté par l'image et le texte comme un protecteur de l'Église catholique. Elle rappelle l'émail de Limoges, mais elle semble plutôt être de fabrication locale, avec des influences artistiques et techniques d'autres territoires de l'empire Plantagenêt et du champlevé mosan.
L'identification du personnage représenté est confirmée par la chronique du moine Jean Rapicault, écrite vers 1170. Toutefois, celui-ci commet un anachronisme quand il affirme que, lors de son adoubement en 1127, Geoffroy Plantagenêt reçoit des armoiries de son beau-père Henri Ier. Contrairement à ce qu'on a longtemps affirmé, l’émail Plantagenêt n'est pas la plus ancienne représentation d'armoiries. Certains sceaux sont plus anciens. En revanche, il est bien la plus ancienne représentation héraldique en couleurs connue.

## Description

### Nom
Les noms donnés à cet objet varient au fil du temps. Le nom d’émail Plantagenêt est utilisé par le musée Jean-Claude-Boulard Carré Plantagenêt,. Les différents auteurs utilisent des intitulés plus longs : émail de Geoffroy Plantagenêt, plaque de Geoffroy Plantagenêt, plaque tombale de Geoffroy Plantagenêt ou émail du Mans, effigie funéraire de Geoffroy Plantagenêt ou plaque à l'effigie funéraire de Geoffroy Plantagenêt.

### Un émail

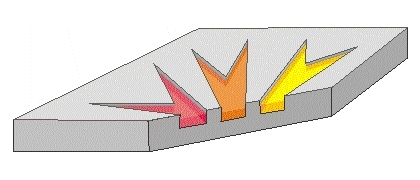
Schéma d'un émail champlevé.

Cette pièce est un émail de dimensions exceptionnelles,,,, le plus grand émail sur cuivre champlevé qui soit conservé, et peut-être même qui ait jamais été réalisé. Il mesure 63 cm de haut sur 33 cm de large,, et pèse 33 kg,. La plaque d'origine est épaisse de 6 mm. Ses bords sont rabattus pour former un chanfrein de 18 à 20 mm, ce qui crée une légère saillie mettant en valeur l'objet.
Il s'agit d'un émail champlevé. La plaque de cuivre est d'abord évidée au burin. Les cavités ainsi formées sont émaillées avec des poudres, mélanges de quartz, d’un fondant et d’oxydes métalliques, ce qui permet d'obtenir des couleurs. La plaque est ensuite cuite, poncée, polie et gravée. C'est un long travail, très minutieux,.

En 1978, cette œuvre d'art a été analysée aux rayons X en laboratoire,. Cette analyse a permis à Marie-Madeleine Gauthier de distinguer douze opérations successives : 

« 1 – Esquisse gravée, en traits continus ou tirets.
2 – Champlevage.
3 – Émaillage des bleus au cobalt ; des rouges, verts, turquoise, noir ; au cuivre jaune, blanc granité ou nué.
4 – Pose du paillon d'or au fond des alvéoles délimitant visage, chevelure, main peut-être.
5 – Émaillage du visage et de la chevelure sur ce paillon.
6 – Polissage des émaux et des aires de cuivre réservées.
7 – Gravure et ciselure des orfrois.
8 – Gravure du modèle graphique sur les aires destinées au vernis brun : pelage des lionceaux, hachures des broderies losangées.
9 – Onction, au doigt et à la plume, d'huile de lin sur les aires choisies ; assombrissement à la braise et au feu.
10 – Dégagement, par grattage au rasoir, du dessin au préalable gravé dans les plages de vernis brun.
11 – Dorure au mercure de toutes les surfaces de cuivre dénudées.
12 – Corrosion par le temps de zones au vernis brun, sauf sous le dessin doré devenu protecteur,. »

Sous les émaux fragiles du visage et de la barbe se trouve une feuille d'or (un paillon) qui permet de protéger les émaux disposés dessus et de donner du rayonnement au visage.

### Un prince protecteur
Certainement pensé dès l'origine pour être visible en hauteur, l’émail Plantagenêt produit un effet monumental par sa taille exceptionnelle et par la verticalité de l'image insérée dans un large chanfrein orné et inscrit. Les couleurs dominantes sont le vert, le bleu et le blanc gris. Geoffroy Plantagenêt est représenté sur un fond d'or réticulé de vert avec des fleurons blancs et bleus. L'effigie est encadrée par une architecture en plein cintre,. Les colonnes, aux chapiteaux corinthiens, sont surmontées d'une coupole entre deux tourelles. Cette représentation d'un édifice évoque un tombeau dans le tombeau. Les ornements végétaux, fleurs et tiges, sont nombreux.
Le comte représenté est un homme jeune, blond aux yeux bleus et au visage rosé. C'est probablement le seul portrait « au naturel » de la peinture romane qui nous soit parvenu. Il est représenté de trois quarts, le visage tourné vers l'autel du Crucifix, debout, vêtu d'un riche costume, tenant dans la main droite une épée levée et sur le bras gauche un bouclier d'azur chargé de lionceaux,.
Ses vêtements sont un bliaud sur une chemise de soie, brodés et galonnés, des chaussons et une cape fourrée de vair. Il brandit son épée, la guiche de son bouclier est passée sur l'épaule, et il porte une coiffe ou un casque armorié. Les vêtements princiers civils correspondent au récit du mariage et de l'adoubement de Geoffroy Plantagenêt. Ils sont associés à un équipement militaire,. L'épée comportait probablement une lame d'or,,. Sur l'écu, quatre lionceaux jaunes sont visibles, mais sur le bouclier entier ils seraient au nombre de six, disposés 3, 2 et 1. Il s'agit donc d'un écu d'azur à six lionceaux d'or,.

Représentations de l’émail Plantagenêt
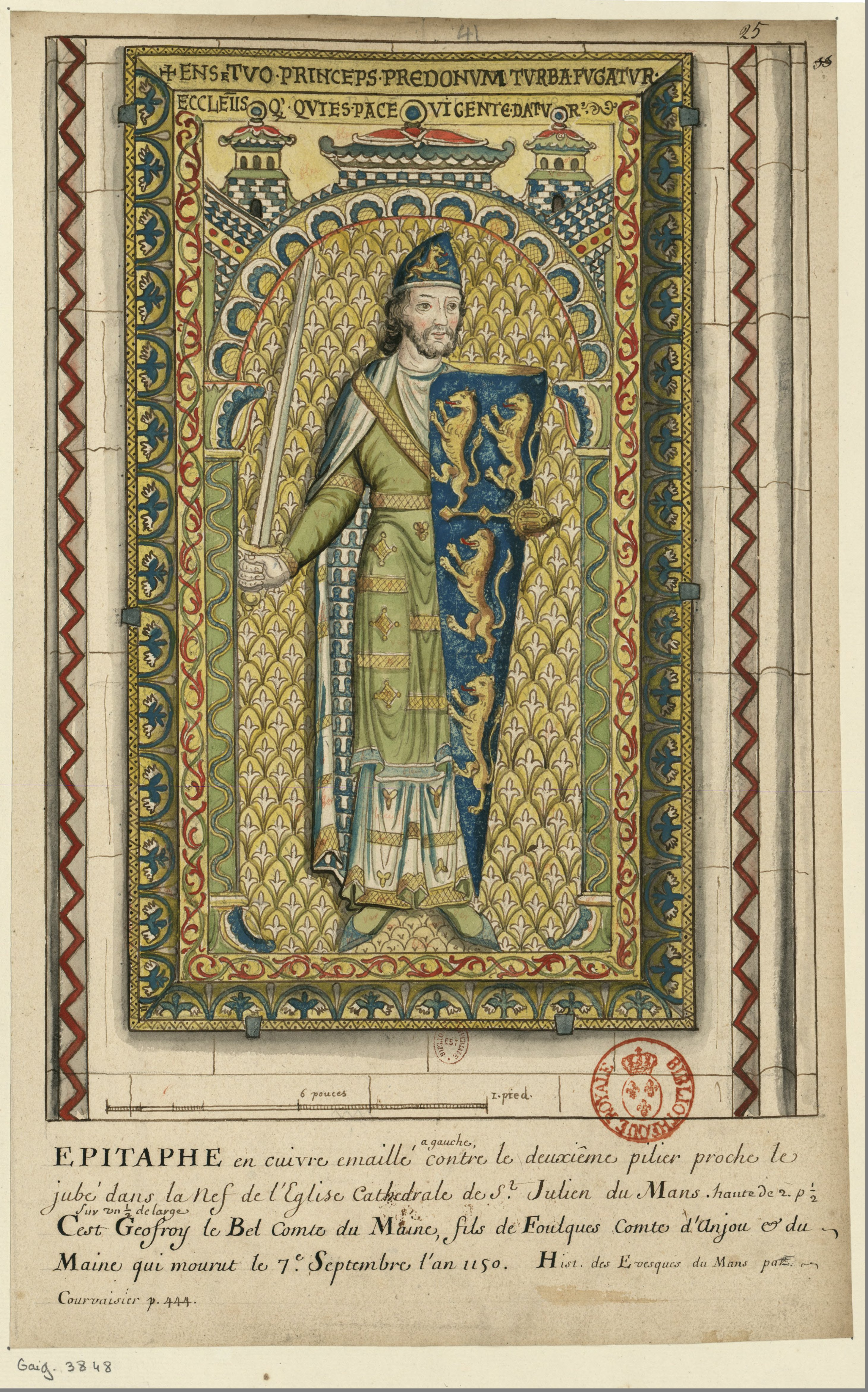
Dessin de Louis Boudan (ap. 1641 - ap. 1715) collection Gaignières, BNF[b],[30].
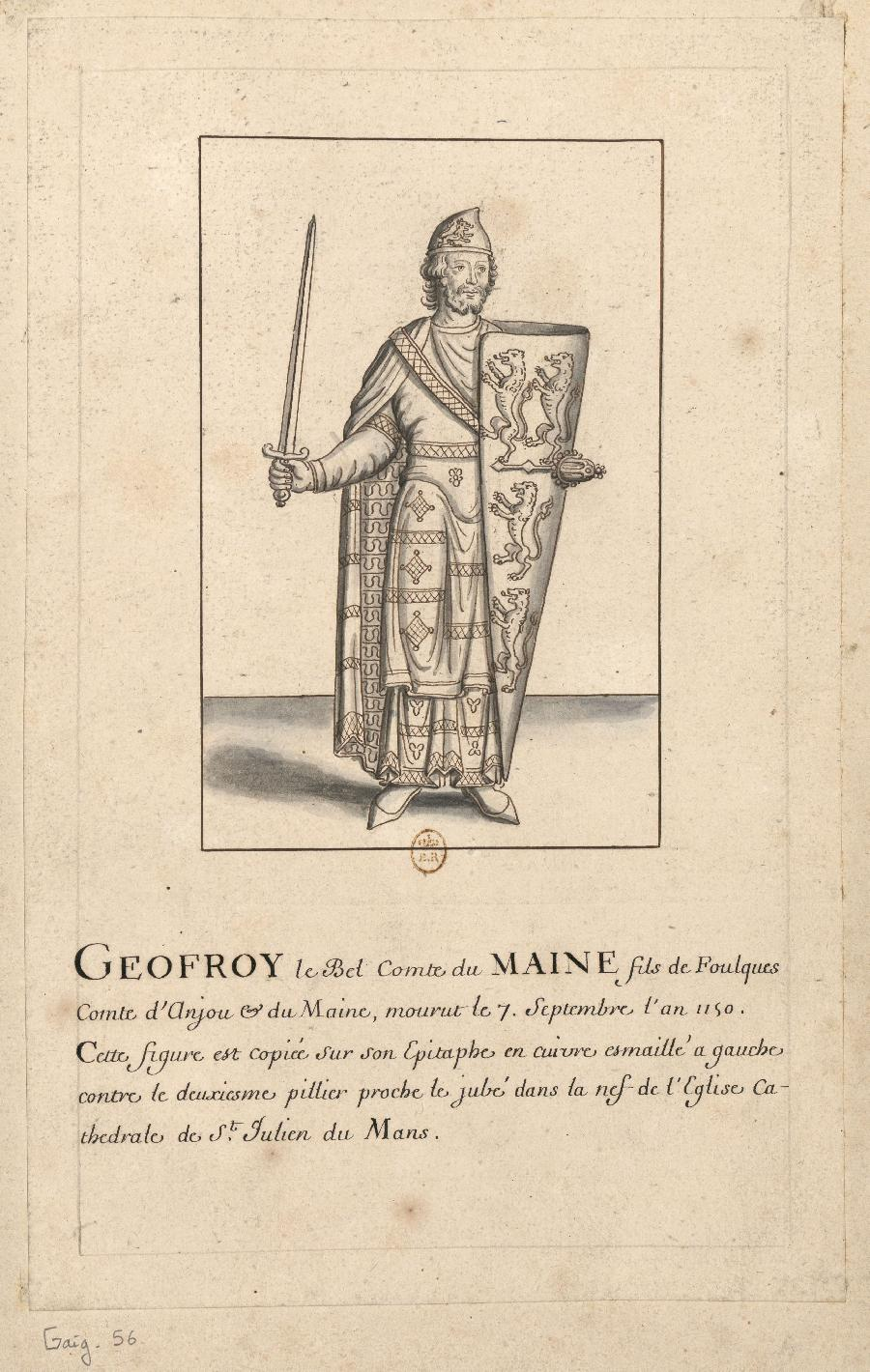
Relevé préparatoire de Louis Boudan. collection Gaignières, BNF[31].
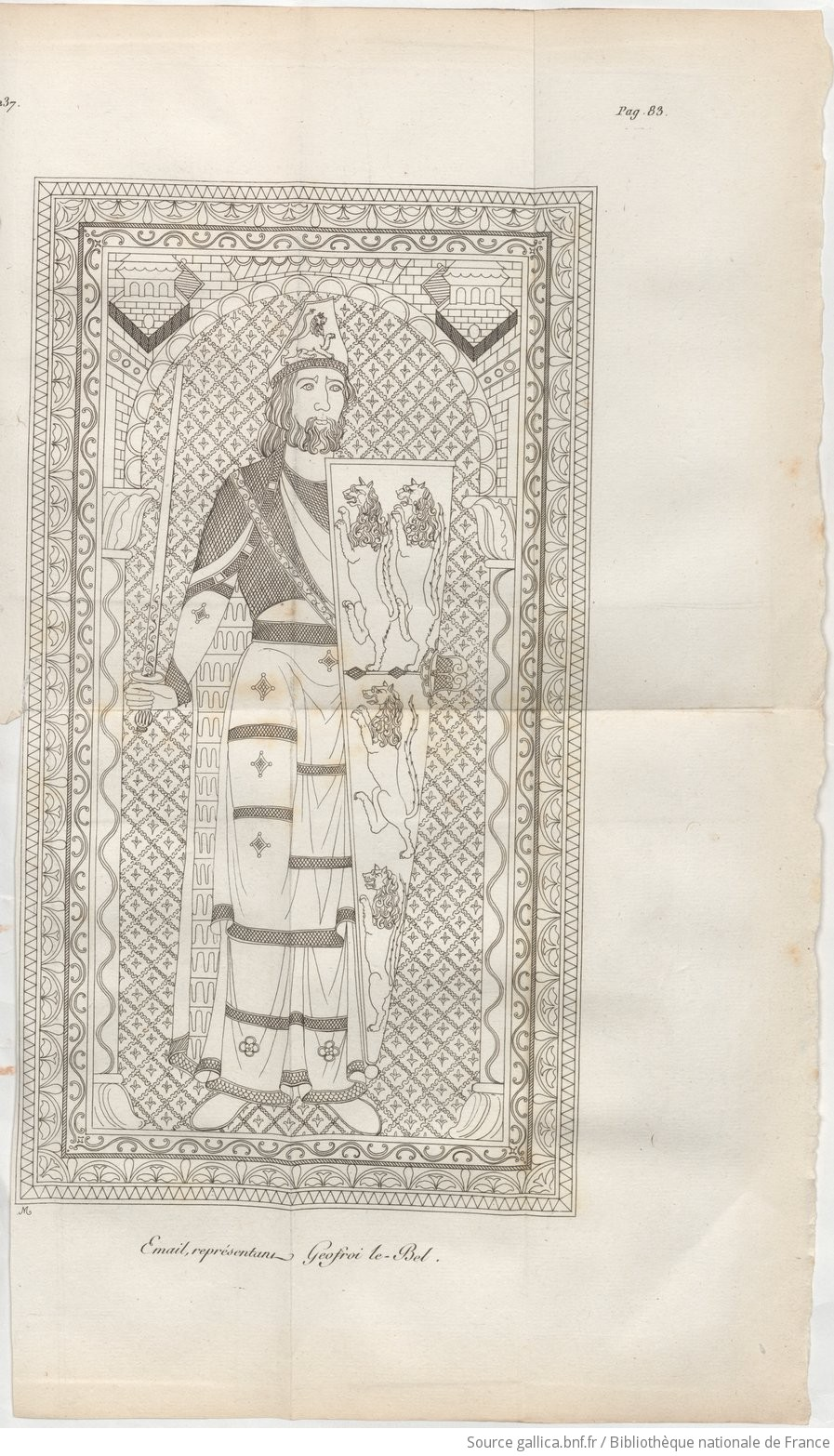
Dessin d'Alexandre Lenoir, dans Musée des monuments français, tome 7, 1821, planche 237[32].
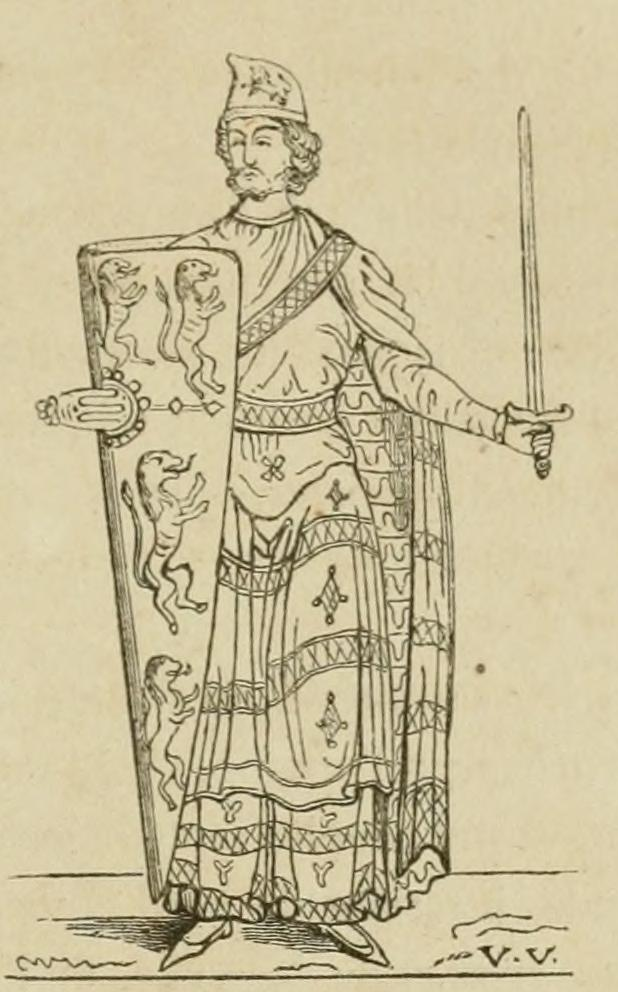
Dessin dans Vincent-Victor Henri Viénot de Vaublanc, La France au temps des croisades, 1844[33].
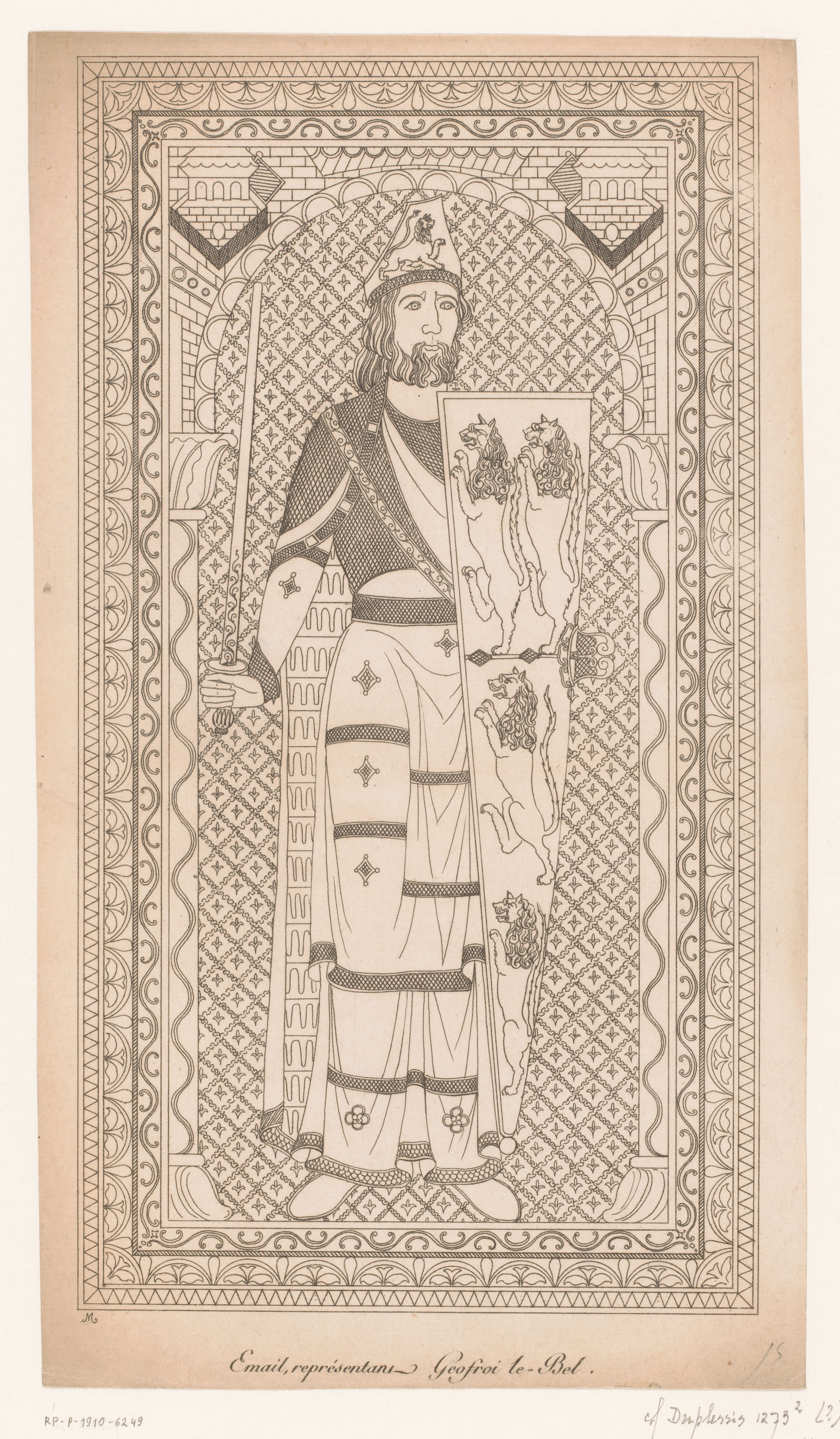
Gravure exécutée en Allemagne. Rijksmuseum Amsterdam, vers 1850-1900[34].
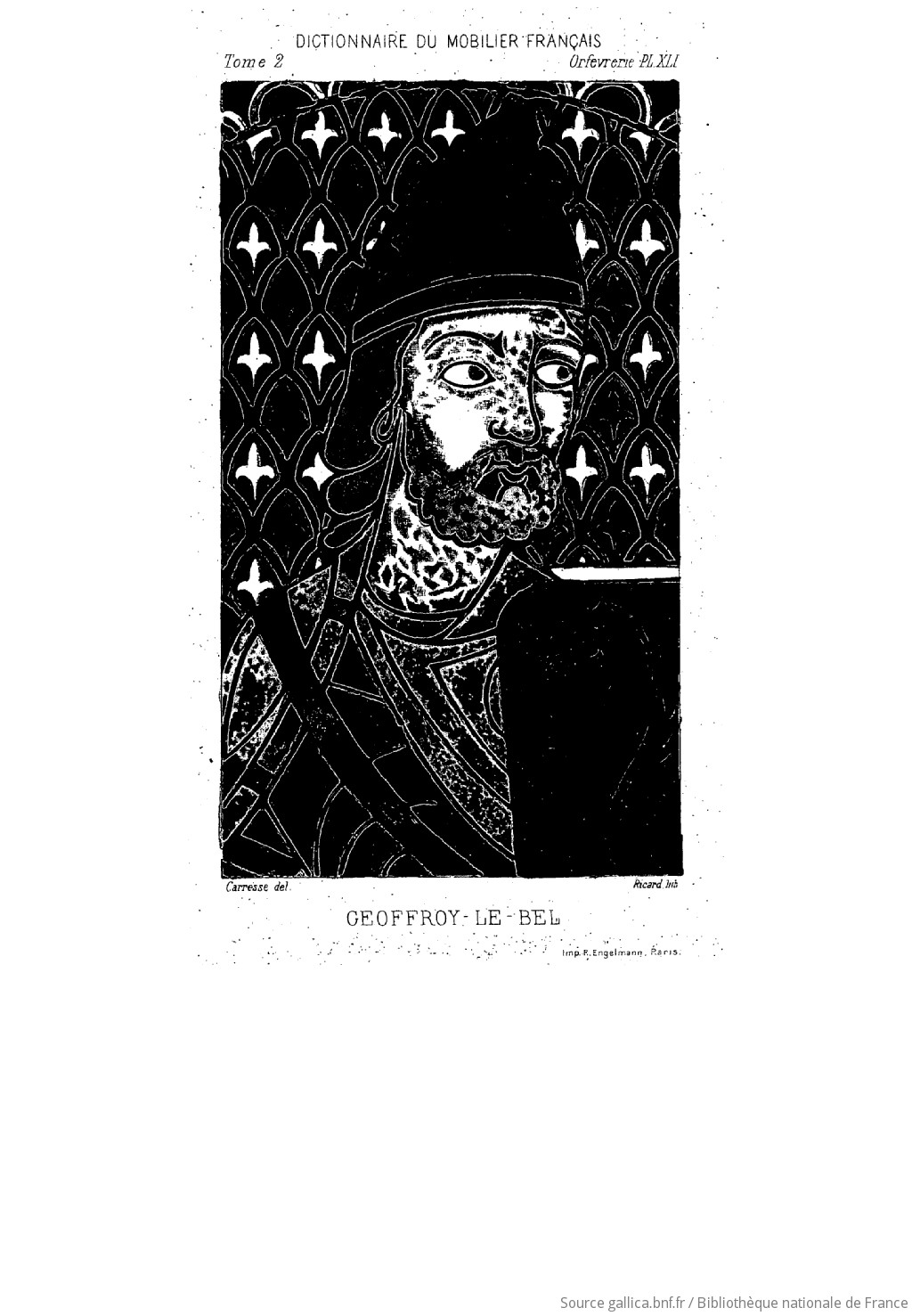
Dessin paru dans le Dictionnaire raisonné du mobilier français de l'époque carlovingienne à la Renaissance de Viollet-le-Duc, 1871[8].
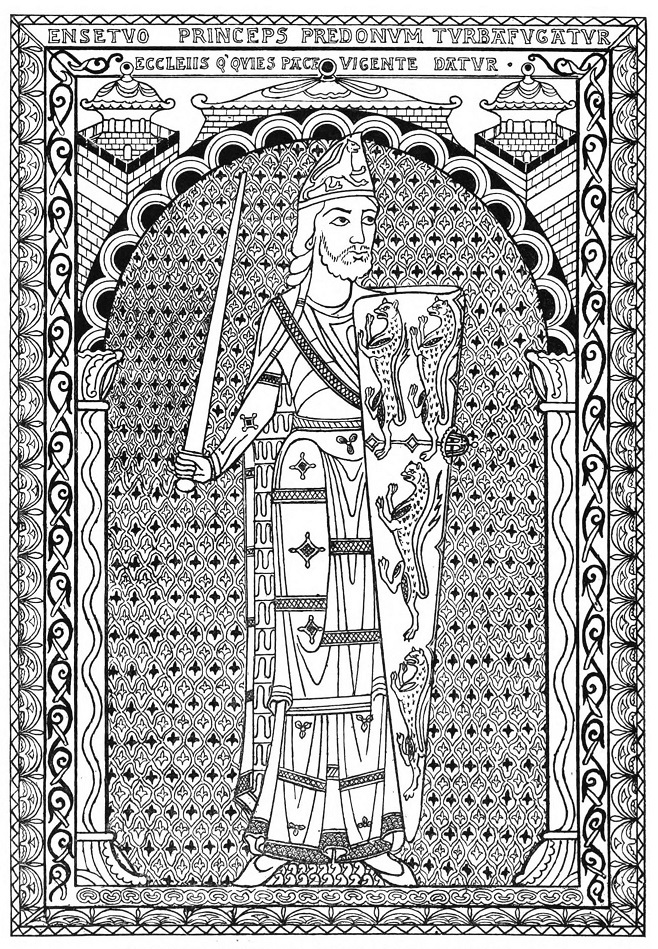
Dessin paru dans John Foster Some feudal coats of arms (1902)[35].

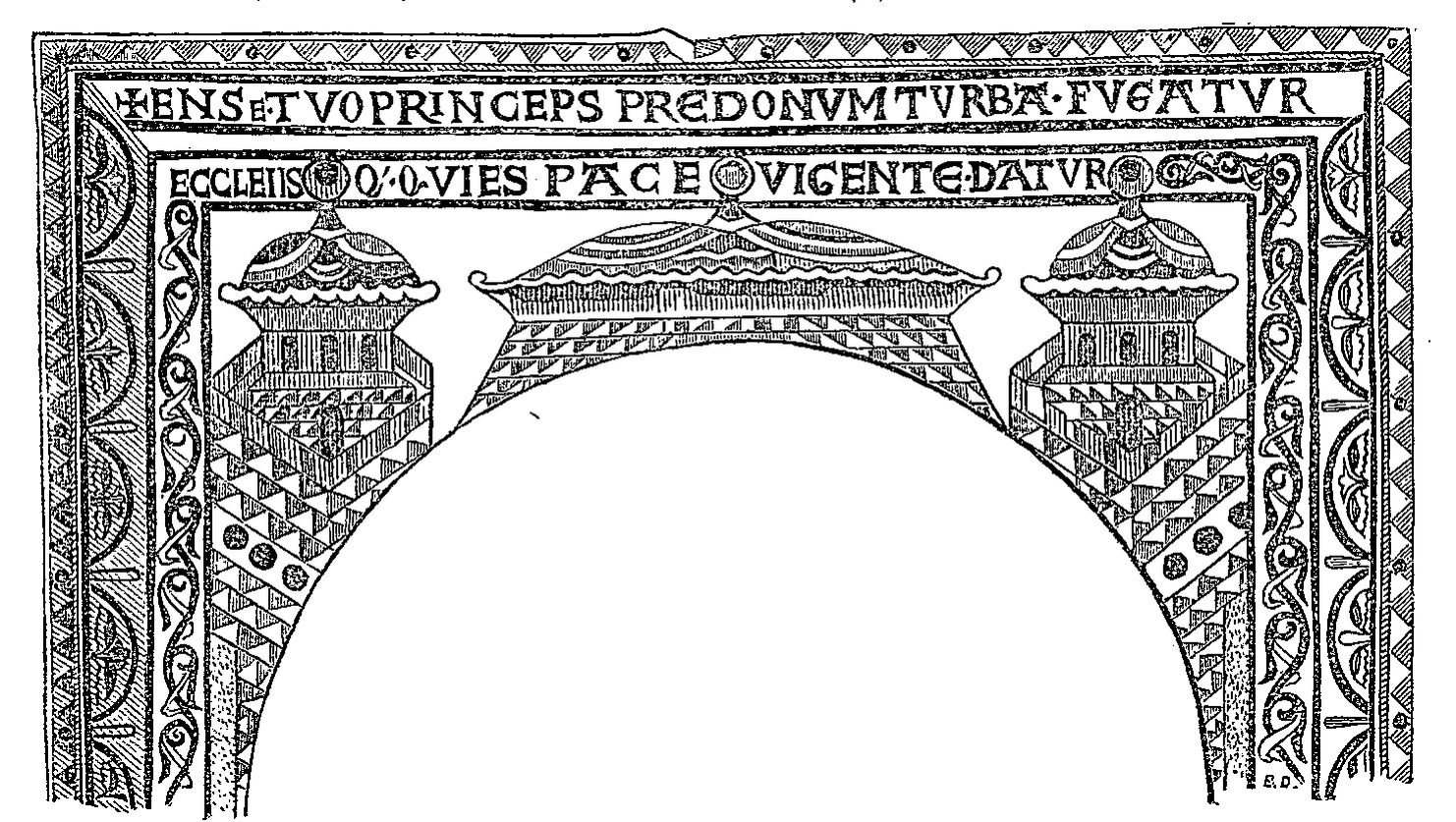
Dessin de la partie supérieure et de l'inscription, Eugène Hucher, 1860.

La partie supérieure de la plaque porte une inscription latine sur deux lignes, la première mesurant 28 cm. L'inscription, en lettres capitales droites de 9 mm de hauteur en moyenne se situe entre deux lignes émaillées. Le texte, qui forme un distique élégiaque avec une erreur de quantité, est le suivant :

« ENSE TVO PRINCEPS PREDONVM TVRBA FVGATUR

ECCLE(s)IISQ(ue) QVIES PACE VIGENTE DATVR,,,,,,,,,. »

Ce qui peut se traduire ainsi :

« Par ton épée, prince, la troupe des brigands est mise en fuite
 et aux églises, le repos est donné par ta paix vigilante. »

Dans le contexte, cette apostrophe est prononcée par l'évêque commanditaire du tombeau. Le comte d'Anjou paraît veiller à la porte d'un édifice dont il est le protecteur et le gardien. Son équipement militaire et cette épitaphe mettent en avant son rôle de protecteur de l'Église.

## La plus ancienne représentation héraldique en couleurs

### Le vestige d'un tombeau
Cette plaque est percée tout autour d'une cinquantaine de trous, ce qui montre qu'elle a été fixée à un tombeau,. Dès la collection Gaignières à la fin du XVIIe siècle, la tradition identifie le personnage représenté à Geoffroy V d'Anjou, ce qu'on retrouve dans le Musée des monuments français d'Alexandre Lenoir, paru en 1821. Au XIXe siècle, l'érudit Jules Labarte propose d'y voir plutôt le fils de Geoffroy, Henri II Plantagenêt, hypothèse combattue par le directeur du musée d'archéologie et d'histoire du Mans à la même époque, Eugène Hucher,,, rejetée par Eugène Viollet-le-Duc, puis définitivement abandonnée. Il ne fait plus de doute que le personnage représenté est Geoffroy Plantagenêt.
La chronique rédigée au XIIe siècle par le moine Jean Rapicault, dit Jean de Marmoutier, permet d'identifier le personnage représenté sur cet émail à Geoffroy V d'Anjou. D'après cette chronique, le tombeau de Geoffroy Plantagenêt est érigé dans la cathédrale du Mans sur ordre de l'évêque Guillaume de Passavant,. Ce tombeau est détruit par les huguenots en 1562,,, et la plaque émaillée en est séparée (ce que Jules Labarte conteste : pour lui cette plaque vient d'ailleurs et date de la fin du XIIe siècle),. Ensuite, elle demeure apposée à un pilier de la nef de la cathédrale jusqu'en 1792,,,. Elle disparaît alors et n'est retrouvée qu'en 1816, cachée derrière un meuble, lorsque le département de la Sarthe achète le cabinet d'un collectionneur nommé Louis Maulny,,,,.

### Datation

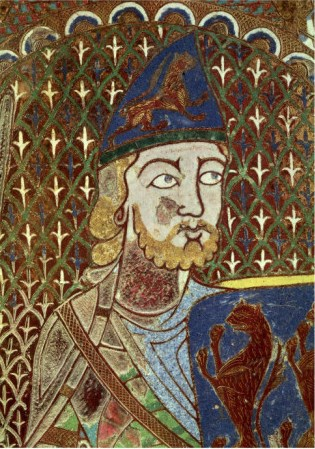
Buste de Geoffroy Plantagenêt, détail de l’émail Plantagenêt.

Selon Eugène Hucher, le tombeau de Geoffroy Plantagenêt est construit en 1145, année gravée sur un des piliers du chœur de la cathédrale et l'émail lui-même est fabriqué entre 1145 et 1151, date de la mort de Geoffroy Plantagenêt, ou même avant, dès 1140-1144. Il propose que la plaque n'ait pas eu à l'origine une fonction funéraire, mais laudative, une forme de remerciement de la part d'un évêque du Mans, Hugues de Saint-Calais ou Guillaume de Passavant, du vivant même de Geoffroy et qu'elle a ensuite servi pour le tombeau. En fait, on ne peut pas trancher entre ces deux propositions : un gage de reconnaissance fabriqué du vivant de Geoffroy Plantagenêt utilisé ensuite comme effigie funéraire ou un objet fabriqué directement à cette fin. Selon Jules Labarte, il n'y a aucune raison de supposer que le tombeau a été érigé du vivant de Geoffroy Plantagenêt, qui est mort subitement dans la force de l'âge. De même, Robert Viel pense que ce tombeau est postérieur à 1151, puisque c'est l'année de la mort du comte.
Installer ainsi le tombeau du comte dans la cathédrale du Mans est une innovation radicale,. L'évêque du Mans Guillaume de Passavant en est probablement le commanditaire, si on se fie à Jean Rapicault,,. Cependant, ce tombeau résulte probablement aussi, selon Hubert Landais, Marie-Madeleine Gauthier puis Laurent Hablot, de la volonté de la veuve de Geoffroy Plantagenêt, Mathilde l'Emperesse,,,. Elle a pu se souvenir du tombeau de son premier mari, l'empereur germanique Henri V, dans la cathédrale de Spire,. Le choix du Mans comme lieu de sépulture pour Geoffroy Plantagenêt, plutôt qu'Angers ou Rouen, peut s'expliquer par le fait que c'est dans cette cathédrale que Geoffroy et Mathilde se sont mariés. L’émail Plantagenêt a pu être réalisé avant 1158, vers 1158 ou entre 1158 et 1167. À la suite des travaux de Marie-Madeleine Gauthier, Michel Pastoureau puis Laurent Hablot adoptent une datation simplifiée, aux environs de 1160/1165,,,.

### Influences artistiques
L’émail Plantagenêt rappelle les émaux du Limousin et semble en provenir. Le décor avec les colonnes, les chapiteaux et les coupoles paraît en effet typiquement limousin. Cependant on distingue aussi des influences du champlevé mosan : les liserés blancs pour souligner les plis, les dégradés, l'usage du vernis brun sont caractéristiques d'une influence mosane.

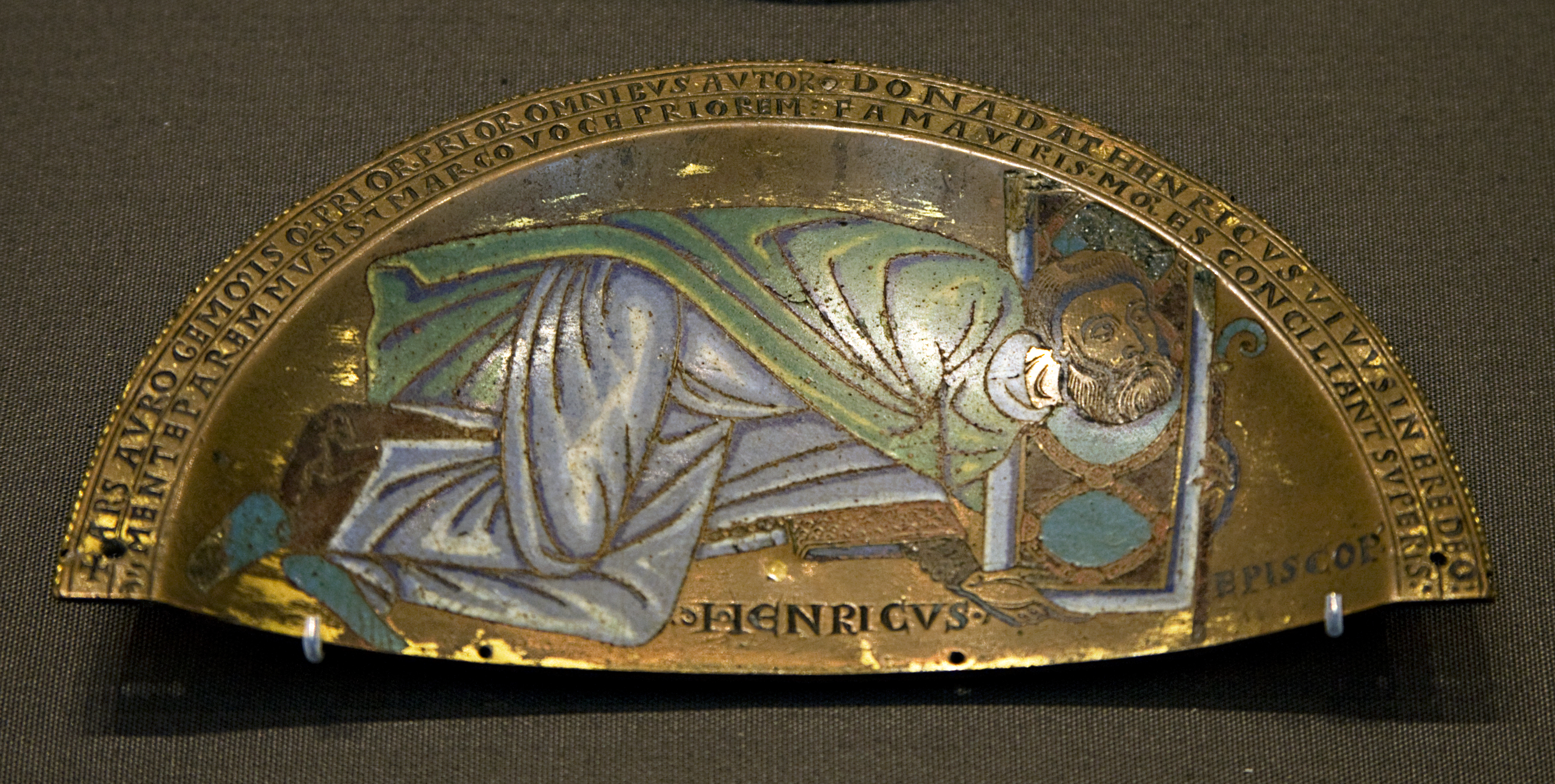
Plaque représentant l'évêque de Winchester Henri de Blois, vers 1150, British Museum.

L’émail Plantagenêt peut aussi avoir été fabriqué par des artistes locaux,. La grande taille de la plaque n'a pas d'équivalent à Limoges au XIIe siècle, alors que la plaque qui ornait le tombeau de l'évêque d'Angers Ulger, dans la cathédrale d'Angers, avait des dimensions proches. Il semble y avoir beaucoup de points communs entre ces deux plaques, et on voit une influence normande dans l'inscription et la représentation de Geoffroy Plantagenêt. Ses motifs ressemblent à ceux de la peinture sur verre pratiquée à cette époque au Mans,. Hubert Landais et Marie-Madeleine Gauthier rapprochent le décor de l’émail Plantagenêt de pages de manuscrits enluminés conservés au Mans,,. Le probable commanditaire du tombeau de Geoffroy Plantagenêt, Guillaume de Passavant, est angevin, comme Normand de Doué, successeur d'Ulger sur le siège épiscopal d'Angers. 

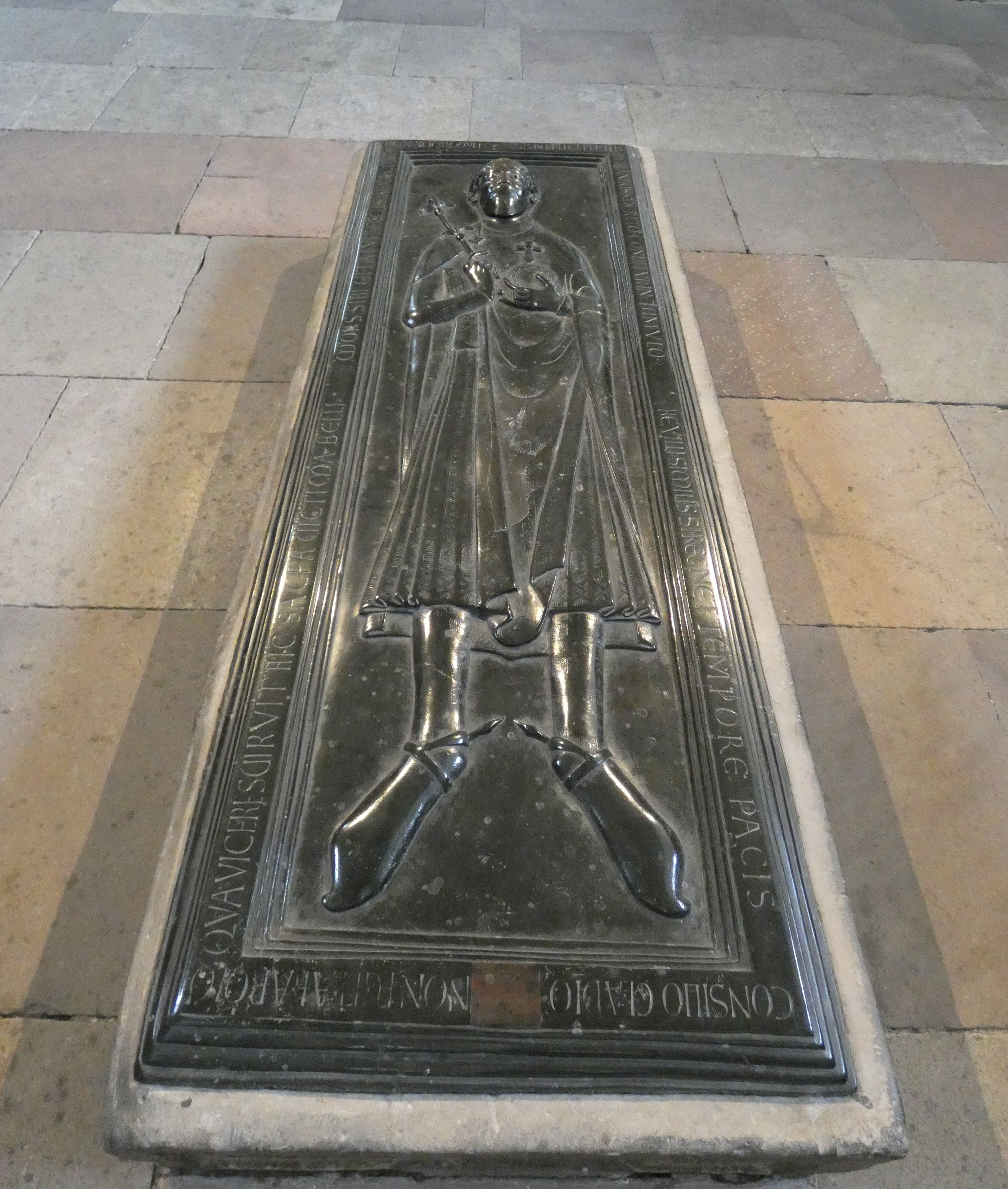
Plaque tombale en bronze de Rodolphe de Rheinfelden dans la cathédrale de Mersebourg.

Par le style, l’émail Plantagenêt rappelle la plaque conservée au British Museum datée de vers 1150 et qui représente l'évêque de Winchester Henri de Blois, acteur du conflit pour le trône d'Angleterre opposant Mathilde l'Emperesse et Étienne de Blois,. Ainsi, Hubert Landais propose une fabrication locale plutôt que limousine.
Shirin Fozi rapproche également l’émail Plantagenêt de la dalle commémorative du duc de Souabe Rodolphe de Rheinfelden à la cathédrale de Mersebourg, Rodolphe de Rheinfelden ayant été l'ennemi de l'empereur Henri IV, père du premier mari de Mathilde l'Emperesse.
Marie-Madeleine Gauthier distingue trois influences régionales dans les ornements de l’émail Plantagenêt : aquitaine pour le rinceau, anglo-normande ou du nord pour le bandeau externe du chanfrein et angevine, moins visible. Elle en conclut à une réalisation locale, au Mans, par exemple par une association entre un artiste venu de la région mosane travailler à Saint-Denis, chantier terminé en 1146, puis parti d'abord à Angers puis au Mans, et des artistes venus d'Aquitaine après le mariage d'Henri II Plantagenêt et d'Aliénor, en 1152. Ainsi, elle imagine que l’émail Plantagenêt a pu être fabriqué par un artiste mosan venu à Angers (en passant par Saint-Denis) passer du vernis brun sur le tombeau de l'évêque Ulger vers 1150 et qui a pu travailler au Mans sous la direction d'un dessinateur anglo-normand, le champlevage et l'émaillage ayant pu être réalisés par un Aquitain.

### Des armoiries en couleur
Dans sa chronique, Jean Rapicault décrit les armoiries reçues par Geoffroy Plantagenêt, parlant d'un bouclier où sont figurés des lionceaux d'or. Depuis une étude publiée par Louis Bouly de Lesdain en 1897, on a souvent considéré que ce sont les plus anciennes armoiries connues et qu'elles auraient été accordées à Geoffroy Plantagenêt lors de son adoubement en 1127 par son beau-père le roi d'Angleterre Henri Ier. C'est donc l'événement qui a été souvent retenu dans la première moitié du XXe siècle pour dater la naissance des armoiries,,,.

Armoiries des rois d'Angleterre à partir de Richard Cœur de Lion.

Michel Pastoureau a montré qu'il n'en est rien. En effet, l'émail représentant Geoffroy Plantagenêt semble avoir été réalisé vers 1160-1165 et le récit de son adoubement, qui mentionne le bouclier aux six lionceaux, a été écrit vers 1170-1175, tandis que son seul sceau conservé, qui date de 1149, n'a pas d'armoiries. Entretemps, les sceaux héraldiques naissent et se répandent,,. Il est donc probable que Jean Rapicault a projeté en 1127 une représentation typique de son époque, les années 1170, et il a pu connaître l’émail Plantagenêt déjà réalisé.
Toutefois, il s'agit bien d'une représentation héraldique, puisqu'y apparaissent des armoiries qui sont à l'origine de celles des rois d'Angleterre,,,,. Les armoiries représentées renvoient aux ducs de Normandie, en particulier au beau-père et adoubeur de Geoffroy, Henri Ier, plutôt qu'aux comtes d'Anjou. L’émail Plantagenêt est, selon l'expression de Laurent Hablot, le « plus ancien témoignage de représentation héraldique en couleurs connu ».
À l'époque contemporaine, les photographies de l’émail Plantagenêt sont abondamment reprises. Au XXe siècle, il est prêté par le musée d'archéologie et d'histoire du Mans pour des expositions à Paris en 1900, 1937, 1957 et 1980, à Limoges en 1948 et à Londres en 1978. En 2016, il est prêté au musée du Louvre puis au museum of Modern Art de New York pour des expositions. En 2020, il est exposé au musée du Louvre Abou Dabi,.

### Philatélie
En 1964, l'émail Plantagenêt est le sujet de l'émission d'un timbre français au format tableau, avec une valeur faciale d'un franc. Il est titré Émail champlevé limousin XIIe siècle (catalogue Yvert et Tellier n°1424).